# 3897 Louhi
3897 Louhi eller 1942 RT är en asteroid i huvudbältet som upptäcktes den 8 september 1942 av den finske astronomen Yrjö Väisälä vid Storheikkilä observatorium. Den är uppkallad efter Louhi i den finländska mytologin.
Asteroiden har en diameter på ungefär 10 kilometer.